# بنو الأحمر بن الحارث

بنو الأحمر قبيلة عربية تتفرع من قبائل كنانة ضمن فرع مضر من قبائل عدنان من بني النبي الحليم إسماعيل ذبيح الله من بيت النبوة آل إبراهيم خليل الرحمن عليهم الصلاة والسلام.
ويرجع نسب القبيلة إلى الأحمر بن الحارث بن عبد مناة بن كنانة بن خزيمة بن مدركة بن إلياس بن مضر بن نزار بن معد بن عدنان.
وتجتمع مع نسب الرسول محمد علية أفضل الصلاة والسلام في كنانة بن خزيمة
أخوتها بني الدئل بني ليث بني العريج بني ضمرة بني فراس بني شعبة بني يعلى
وكانت من قبائل الأحابيش التي حالفت قريشا ونصرتها.

## وصلات خارجية
- قائمة قبائل العرب